# Staroměstská (metropolitana di Praga)
Staroměstská è una stazione della linea A della metropolitana di Praga.
La stazione si trova all'interno della Città Vecchia e vi si può accedere attraverso una scala mobile all'angolo tra le vie Kaprova e Valentinská, a pochi minuti a piedi dal vecchio cimitero ebraico, dalla Biblioteca Comunale e dal Rudolfinum.
Era in progetto la costruzione di un secondo accesso all'angolo nord-est di Staroměstské náměstí, ma al momento è stata rinviata a tempo indeterminato a causa di ristrettezze finanziarie.

## Storia
La stazione è stata attivata il 12 agosto 1978, insieme alla sezione inaugurale da Leninova a Náměstí Míru della linea A.

## Strutture e impianti
La stazione è sotterranea ed è dotata di 2 binari, serviti da una banchina centrale.
L'architetto di questa stazione è Lubomír Hanel. Il design è quello caratteristico della linea A, con il soffitto e le pareti rivestite con pannelli di alluminio anodizzato e i pilastri rivestiti con marmo bianco.

## Servizi
La stazione ha una sola uscita all'angolo tra le vie Kaprova e Valentinská.
- Biglietteria
- Servizi igienici

## Interscambi
- Fermata autobus (linee 194 e 207)[3]
- Fermata tram (linee 2, 17, 18 e 27)[3]